# Nicolas Levache
Nicolas Levache (en portugais : Nicolau Levache, né à Dinant en 1698), également connu sous le nom de Nicolas II Levache, afin de le distinguer de son oncle Nicolas I Levache, était un fondeur et fabricant de cloches actif à Liège jusqu'en 1730, puis au Portugal après cette date.

## Biographie et Famille
Nicolas Levache est né à Dinant en 1698, où il a été baptisé avec le nom de Jean-Nicolas Levache, au sein d'une famille de maîtres dinandiers, de fondeurs et de fabricants de cloches.
Il était le fils d'un fondeur connu, Pierre Levache (Dinant, 1669 - c. 1734), et de sa femme Catherine Lambert. Pierre Levache à son tour était le frère de Nicolas I Levache, tous deux fils de Jean Levache, fondeur, et de Marguerite de Saint Hubert, appartenant à une ancienne famille de maîtres dinandiers.
L'un des frères de Nicolas Levache, Jean-Baptiste Levache (1708 – 1742), était également fondeur de cloches. En 1735 Jean-Baptiste a fondu un carillon pour la ville de Nimègue, aux Pays-Bas, commande avec laquelle il a eu beaucoup de difficultés.
L'attribution des œuvres aux différents membres de la famille n'est pas toujours aisée. Une cloche du carillon de l'Église de Saint-Jean à Liège présente l'inscription "LE VACHE ME FIT A LIEGE 1726" sans que l'on puisse affirmer avec certitude qui l'a fabriquée.
On doit à Pierre Levache, père de Nicolas, la Fontaine des Savetresses, sur la Place du Marché de Liège, une œuvre majeure réalisée en 1716 dont la porte d'origine présente toujours l'inscription "FAITTE PAR PIERRE LEVACHE". Le 8 avril 1722 Pierre Levache a signé un contrat avec son propre cousin, le célèbre Abbé de l'Abbaye de Leffe, Perpète Renson, pour refondre la "grande cloche" de l'Abbaye, avec un poids de 2075 livres, destinée à la nouvelle église, que celui-ci avait fait construire. La cloche a été installée dans l'année, mais finira par être détruite à la fin du siècle pendant la révolution. En 1726 Pierre Levache refond la grande cloche de l'Église des Récollets de Liège.

## Œuvre
En 1730 Nicolas Levache a fondu des cloches pour le beffroi de Douai. Ce beffroi fait partie des 56 Beffrois de Belgique et de France inscrits au patrimoine mondial de l'UNESCO.

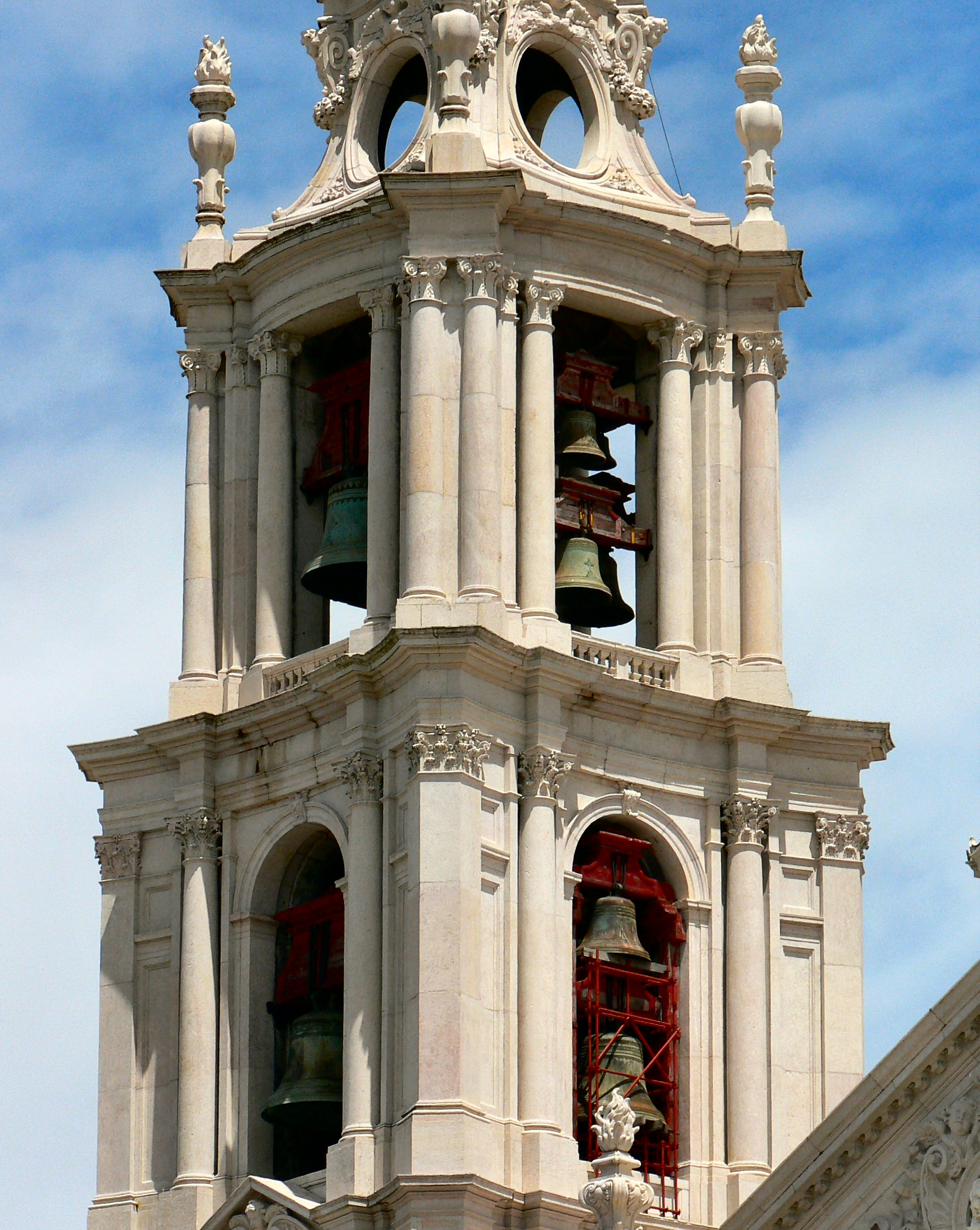
La tour nord de Mafra qui abrite le carillon Levache

Toujours en 1730 il a fondu l'un des deux carillons commandés par le roi Jean V de Portugal, destinés à l'église du palais de Mafra. Constitué de 49 cloches, fondues à Liège, le carillon Levache a été installé dans la tour nord. La grande majorité des cloches présente encore l'inscription « NICOLAUS LEVACHE LEODIENSIS ME FECIT ANNO DOMINI MDCCXXX ». La tour sud abrite le deuxième carillon qui a été fondu à Anvers par Willelm Witlockx.
En 1730 Nicolas Levache s'est déplacé jusqu'à Mafra afin de suivre le montage de ses cloches et il s'est établi définitivement au Portugal.
En 1732 Nicolas Levache dirigeait une fonderie de cloches et d'artillerie créée par le roi Jean V à Lisbonne. L'historien portugais Veríssimo Serrão, dans son ouvrage "L'Histoire du Portugal" fait référence à "une fonderie près du Campo de Santa Clara, dirigée par le français [sic] Nicolas Levache". Dans son ouvrage "Éléments pour l'histoire de la municipalité de Lisbonne", l'historien Eduardo Freire de Oliveira écrit que cette fonderie "a été dirigée par Nicolas Levache, grand expert dans sa spécialité et qui à cette fin vint à Lisbonne".
Pendant cette phase Nicolas Levache a exécuté plusieurs commandes pour le roi Jean V. Les trois grandes cloches de la Tour de l'Horloge du Palais Royal étaient l'œuvre du "célèbre artisan des Pays-Bas (...) Nicolas Levache, étranger très expérimenté dans cet art" selon António Rodrigues Lages, dans son traité manuscrit "La Sonorité Sacrée Restaurée", de 1769. La grande cloche de l'Église Patriarcale était également l'œuvre de Nicolas Levache.